# Rm1病毒
蝙蝠冠狀病毒Rm1（Bat SARS CoV Rm1/2004）是嚴重急性呼吸系統綜合症相關冠狀病毒（SARSr-CoV）的一個病毒株，為SARS-CoV相關病毒，在中國湖北的大耳菊頭蝠樣本中發現，於2005年發表。

## 發現
2004年3月至11月，研究人員在中國廣東、天津、廣西與湖北四省市採集蝙蝠樣本，在湖北宜昌皮氏菊頭蝠的糞便樣本中發現SARS相關病毒，即Rm1病毒，於2005年和Rf1病毒與Rp3病毒一起發表。

## 基因組
Rm1病毒的基因組長29749nt，序列與SARS-CoV的相似度為88.2%，其ORF8和人類以外的大多數SARSr-CoV一樣有一段長29nt的插入序列，為一完整的開放閱讀框，人類的ORF8則因缺少此序列而被分成8a與8b兩個較小的開放閱讀框。Rm1的ORF8（121個胺基酸）比人類SARS病毒ORF8輔助蛋白（121個胺基酸）少一個胺基酸，且兩者胺基酸序列相似度僅35%。另外Rm1與許多蝙蝠SARSr-CoV一樣在刺突蛋白的受體結合結構域（receptor binding domain, RBD）有兩段分別長5和12個胺基酸的序列缺失（但不見於WIV1病毒與SHC014病毒）。